# 红尾翎
红尾翎（学名：Digitaria radicosa）为禾本科马唐属下的一个种。

## 扩展阅读
- 維基物種上的相關：红尾翎